# Isidro Lángara
Isidro Lángara Galarraga (Pasaia, 25 maggio 1912 – Andoain, 21 agosto 1992) è stato un calciatore e allenatore di calcio spagnolo, di ruolo attaccante. Capocannoniere di tre campionati differenti in altrettante nazioni, ha segnato quasi mille reti nel corso della sua carriera (circa 928, secondo una stima del 1977).

## Caratteristiche tecniche
Centravanti di peso, fu tra i più abili e importanti attaccanti spagnoli degli anni 1930. Estremamente prolifico, ha il primato personale di sette reti segnate in un solo incontro, contro l'Atlético Madrid, e quello di giocatore che ha impiegato il minor numero di partite a segnare 100 gol nel campionato spagnolo, raggiungendo tale soglia dopo 82 gare.

## Carriera

### Giocatore

#### Club
Cresciuto nei settori giovanili della sua regione, a diciotto anni entrò a far parte della rosa della prima squadra dell'Oviedo; di questa società si rivelerà uno dei massimi cannonieri, vincendo per tre volte il trofeo Pichichi per il miglior marcatore del campionato nazionale e superando quota duecento reti.
A causa della guerra civile spagnola, dato che era repubblicano, si trasferì, come altri calciatori baschi, in Argentina in seguito alla vittoria di Francisco Franco. Al suo debutto a Buenos Aires con la maglia del San Lorenzo segnò quattro reti e insieme al connazionale Ángel Zubieta diventò presto uno degli idoli dei tifosi, aumentando la popolarità del club, i cui soci incrementarono da 15 000 a 35 000.
Si trasferì poi in Messico, dove raccolse ulteriori successi, tra cui le prime vittorie a livello nazionale (aveva difatti vinto solo campionati regionali con l'Oviedo) con la conquista di campionato e coppa nel biennio 1944-1945. Terminata la seconda guerra mondiale fece ritorno in patria, chiudendo la carriera nell'Oviedo.

#### Nazionale
Debuttò in nazionale il 24 aprile 1932 contro la Jugoslavia a Oviedo. Fu convocato per il campionato del mondo 1934, ove giocò due partite, contro Brasile e Italia. Nella prima di queste, valida per la fase a gironi, segnò una rete al ventinovesimo minuto del primo tempo, suggellando la vittoria per 3-1 della propria selezione, che già si era portata in vantaggio con due reti di Iraragorri. L'incontro contro i padroni di casa si svolse il 31 maggio a Firenze; la partita terminò 1-1, e dovette essere rigiocata: nello "spareggio", Lángara non fu presente. La sua ultima partita internazionale si tenne a Berna il 3 maggio 1936 nella vittoria della sua selezione sulla Svizzera per 2-0. Con diciassette reti nelle dodici presenze da lui accumulate ha una media-gol di 1,42.

### Allenatore
Ebbe una breve ma fruttuosa esperienza come allenatore: al suo debutto in panchin, in Cile, vinse il campionato, mentre il ritorno in Messico gli procurò un altro successo in Coppa dopo quello da giocatore; allenò poi per una stagione il San Lorenzo prima di terminare definitivamente la sua carriera calcistica.

## Palmarès

### Giocatore

#### Club

##### Competizioni nazionali
- Campionato messicano: 1

Real Club España: 1944-1945
- Coppa del Messico: 1

Real Club España: 1943-1944

#### Individuale
- Capocannoniere della Primera División spagnola (Trofeo Pichichi): 3

1933-1934 (27 gol), 1934-1935 (26 gol), 1935-1936 (27 gol)
- Capocannoniere della Primera División argentina: 1

1940 (33 gol)
- Capocannoniere della Primera División de México: 2

1943-1944 (27 gol), 1945-1946 (40 gol)

### Allenatore

#### Club

##### Competizioni nazionali
- Campionato cileno: 1

Unión Española: 1951
- Coppa del Messico: 1

Puebla: 1952-1953